# Praia do Xai-Xai

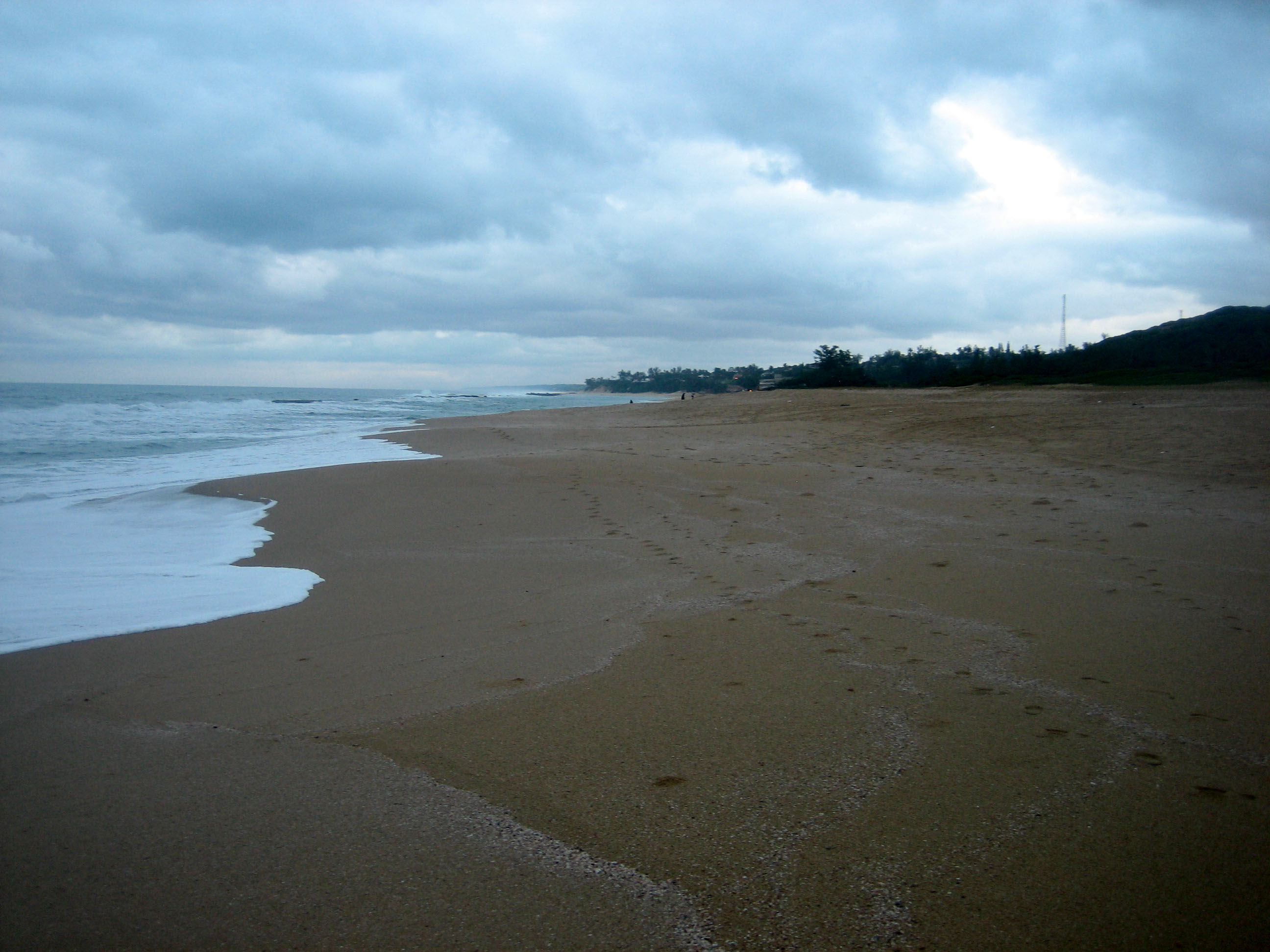
Plaża w Xai-Xai

Praia do Xai-Xai – plaża znajdująca się niedaleko miasta Xai-Xai w prowincji Gaza w południowym Mozambiku. Miejsce atrakcyjne turystycznie i znane nie tylko na poziomie lokalnym.
Wzdłuż wybrzeża ciągną się skały odgradzające plażę od otwartego morza i chroniące ją przed nadmiernymi przypływami. W czasie odpływu natomiast tworzą się dzięki nim małe słone zbiorniki wodne, można wtedy łatwo złowić mexilhão (port.) – rodzaj bardzo smacznego mięczaka.